# Albert Mörtel
Albert Mörtel (ur. 1901, zm. ?) – zbrodniarz nazistowski, podoficer SS w niemieckim obozie koncentracyjnym Dachau.
Od lutego 1942 do 4 kwietnia 1945 pełnił służbę w obozie głównym Dachau jako podoficer w sztabie medycznym.
W procesie członków załogi Dachau (US vs. Wilhelm Kemm i inni), który miał miejsce w dniach 23–24 lipca 1947 przed amerykańskim Trybunałem Wojskowym w Dachau Mörtel skazany został początkowo na 11 lat pozbawienia wolności. Jak wykazało postępowanie, oskarżony brał udział w egzekwowaniu na więźniach okrutnych kar (osobiście dawał przykład jak wykonywać karę chłosty) i przewożeniu ciał zamordowanych więźniów do krematorium. Bił również podległych mu więźniów. Po rewizji wyroku 23 września 1948 karę zmniejszono do 8 lat więzienia uznając, iż jego zbrodnie nie były zbyt poważne i nie miały ciągłego charakteru.